# Logogriphe

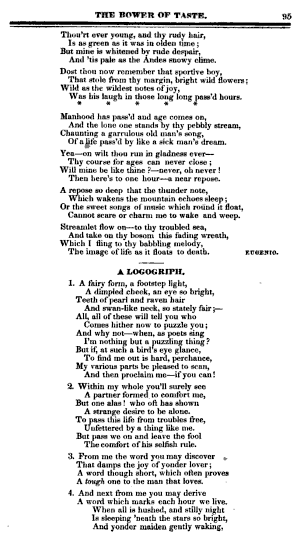
Un logogriphe publié dans le périodique Bower of Taste, le 9 février 1828.

Un logogriphe, est une énigme où l'on donne à deviner un mot à partir d'autres, composés des mêmes lettres. Au sens figuré, un logogriphe signifie également un discours difficile à comprendre.
Un logogriphe est présenté comme un animal, possédant des pieds, une tête, un cœur et une queue :
- Les pieds sont les lettres qui composent le mot à trouver.
- La tête est la première lettre de ce mot.
- Le cœur est la lettre centrale.
- La queue est la dernière lettre.

## Étymologie
Le mot "logogriphe" vient du grec ancien λογογρῖφος / logogrîphos. Il est composé du préfixe logo-, dérivé de λόγος / lógos, la « parole », et du suffixe -griphe, γρῖφος / grîphos, une « énigme ».

## Exemples
Je suis d'un animal, le petit
Si vous me tuez
Aussitôt je me liquéfie
Solution : Veau (eau)
Sur mes cinq pieds je prétends faire le bien.
Ôtez-m'en deux et je rampe.
Gardez-m'en quatre et je suis couleur d'espérance.
Gardez-m'en deux je fais silence.
Solution : Vertu (ver - vert -tu)
En quatre pieds, je suis un songe, en somme
Je deviens sans ma tête la mère de tous les hommes
Solution : Rêve (Êve)
Un oiseau de basse-cour
S'étant laissé faire la cour
Vit son cœur fuir, mademoiselle
Qu'arriva-t-il, mon doux Jésus ?
Son corps dès lors ne forma plus
Qu'un séjour de glace éternelle
Solution : Poule (Pôle)
Je suis aux champs avec ma tête
Dans la basse-cour sans ma tête
Si l'on me mange avec ma tête
On me mange aussi sans ma tête
Je suis très gros avec ma tête
Je suis fort petit sans ma tête
Couvert de poils avec ma tête
Je suis lisse et uni sans ma tête
Roux, gris, blanc, noir avec ma tête
Et toujours très blanc sans ma tête
Solution : Bœuf (œuf)